# 吴昌硕故居 (安吉县)
安吉吴昌硕故居位于中国浙江省湖州市安吉县的中国历史文化名村鄣吴村，是中国近现代艺术大师吴昌硕先生的诞生地和童年、少年生活之所，也是浙江北部吴门望族的发祥地之一。始建于明代，占地面积3000余平方米，属于江南庭院与北方四合院的典型结合体。
2011年1月7日，吴昌硕故居（含故居、修谱大屋、木门楼）公布为第六批浙江省文物保护单位。
该遗址修复过程中，安吉县创新运用大遗址公园的理念，采用国际保护准则，遵循最少干预和相对低成本的原则，使用传统建筑材料和技术，坚持修旧如旧，推行适应性遗产保护的创新方法，延续历史文脉，保持传统风格。2016年9月1日，联合国教科文组织官方网站正式公布评选结果，吴昌硕故居遗址修复项目荣膺2016年联合国教科文组织亚太地区文化遗产保护奖荣誉奖。